# Villar (toponimo)
Villar è un toponimo ricorrente in diverse regioni dell'Europa centro-meridionale, lungo un territorio compreso fra la Penisola Iberica, la Francia meridionale e l'Italia nord-occidentale. Si tratta di regioni unite l'una all'altra da una comune base linguistica, ovvero il latino e di conseguenza le lingue romanze, e proprio a questo si deve il ricorso al termine villar, di chiara matrice latina.

## Etimologia
Nelle lingue romanze la voce villar, o villare in italiano arcaico, deriva direttamente dal latino villaris, aggettivo che, tratto dal sostantivo villa, significa letteralmente "(relativo) a una villa o zona di campagna" e, di conseguenza, "villaggio". L'etimologia, a tal proposito, è molto simile a quella del termine villaggio, che anche in questo caso trae origine dal latino villaticus, sinonimo di villaris (-aris e -aticus sono entrambi suffissi di valore aggettivale).

## Uso del toponimo in Italia
In Italia il toponimo Villar è diffuso esclusivamente nella fascia alpina e prealpina del Piemonte, dove in epoca medievale si parlava la lingua occitana; tanto in occitano quanto in piemontese il termine si pronuncia con una sola "l" e l'accento, più o meno lungo a seconda della zona, è posto sulla "a".
Nella toponomastica moderna, inoltre, il termine Villar viene spesso accompagnato da un altro nome, che ne comporta una specificazione e lo distingue dai possibili omonimi. Vi son poi delle località denominate villaretto, evidente diminutivo che può afferire o a un omonimo villar o semplicemente a un piccolo borgo o villaggio (anche cittadino, com'è il caso della borgata di Villaretto nella periferia nord di Torino).
È presente inoltre in Valle d'Aosta, nella forma in lingua francese Villair, come per il Villair de Quart, importante zona residenziale alle porte di Aosta, oppure le frazioni di La Salle e Courmayeur.

### Toponimi italiani
- Villar - frazione di Bagnolo Piemonte in provincia di Cuneo
- Villar Alto - borgata del comune di Cumiana in provincia di Torino
- Villar di Sampeyre - frazione di Sampeyre in provincia di Cuneo
- Villar Dora - comune italiano nella città metropolitana di Torino
- Villar Focchiardo - comune italiano nella città metropolitana di Torino
- Villar Pellice - comune italiano nella città metropolitana di Torino
- Villar Perosa - comune italiano nella città metropolitana di Torino
- Villar San Costanzo - comune italiano in provincia di Cuneo
- Villarbasse - comune italiano nella città metropolitana di Torino
- Villardamond - frazione di Pragelato nella città metropolitana di Torino
- Villaretto - frazione di Bagnolo Piemonte in provincia di Cuneo
- Villaretto - borgata del comune di Torino
- Villaretto Chisone - frazione di Roure in provincia di Torino
- Villaretto di Sampeyre - frazione di Sampeyre in provincia di Cuneo
- Villarboit - comune italiano in provincia di Vercelli